# 27086 Italicobrass
27086 Italicobrass este o planetă minoră (asteroid) din centura de asteroizi. A fost descoperită pe 20 octombrie 1998 la Circolo Culturale Astronomico di Farra d'Isonzo⁠(d) de Circolo Culturale Astronomico di Farra d'Isonzo⁠(d). 
Obiectul prezintă o orbită caracterizată de o semiaxă mare de 2,2711079 UAi, o excentricitate de 0,15, o înclinație de 3,56872 ° în raport cu ecliptica.